# Hérisson
Pour les articles homonymes, voir Hérisson (homonymie) et Hérissonne.
Taxons concernés
Dans la famille des Erinaceidae
- dans les genres :
  - Aetechinus
  - Atelerix
  - Erinaceus
  - Hemiechinus
  - Mesechinus
  - Paraechinus
- parfois dans la sous-famille des Galericinae

Dans la famille des Tenrecinae
- l'espèce Echinops telfairi
- l'espèce Setifer setosus
- l'espèce Tenrec ecaudatusSous-page sur les hérissons
- Hérisson dans la culturemodifier

Hérisson est un nom vernaculaire qui désigne, en français, divers petits mammifères insectivores disposant de poils agglomérés, durs, hérissés et piquants. Ce nom dérive du latin ericius.
Les espèces les plus connues des francophones sont le Hérisson commun (Erinaceus europaeus) et le Hérisson d'Europe orientale (Erinaceus concolor) mais il existe d'autres « hérissons » sur divers continents, y compris en Asie un genre apparenté mais dont les représentants sont dépourvus de piquants : les gymnures. Ces espèces sont parfois très éloignées sur l'arbre phylogénique, mais se ressemblent par convergence évolutive. Plusieurs espèces comme le Hérisson malgache (Tenrec ecaudatus) sont encore consommées dans l'océan Indien, y compris à La Réunion, d'autres sont au contraire protégées.

## Nomenclature
La femelle du hérisson est appelée la « hérissonne ».
Par analogie, le terme « hérisson » peut désigner d'autres animaux pourvus de piquants ou à poils raides comme le Grand aulacode (Thryonomys swinderianus), un gros rongeur au poil très dur, appelé improprement « hérisson » en Afrique centrale. Mais aussi des espèces très éloignées comme certaines chenilles très poilues appelées « hérissonnes » (Arctiinae), les oursins, appelés parfois « hérissons de mer », les diodons appelés « poissons hérissons », etc.
Par ailleurs, il ne faut pas confondre les hérissons avec d'autres mammifères porteurs de piquants : les porcs-épics (de l'Ancien Monde (Hystricidae) ; du Nouveau Monde (Erethizontidae), les tenrecs, les échidnés.

Comparaison avec d'autres mammifères dotés de piquants :
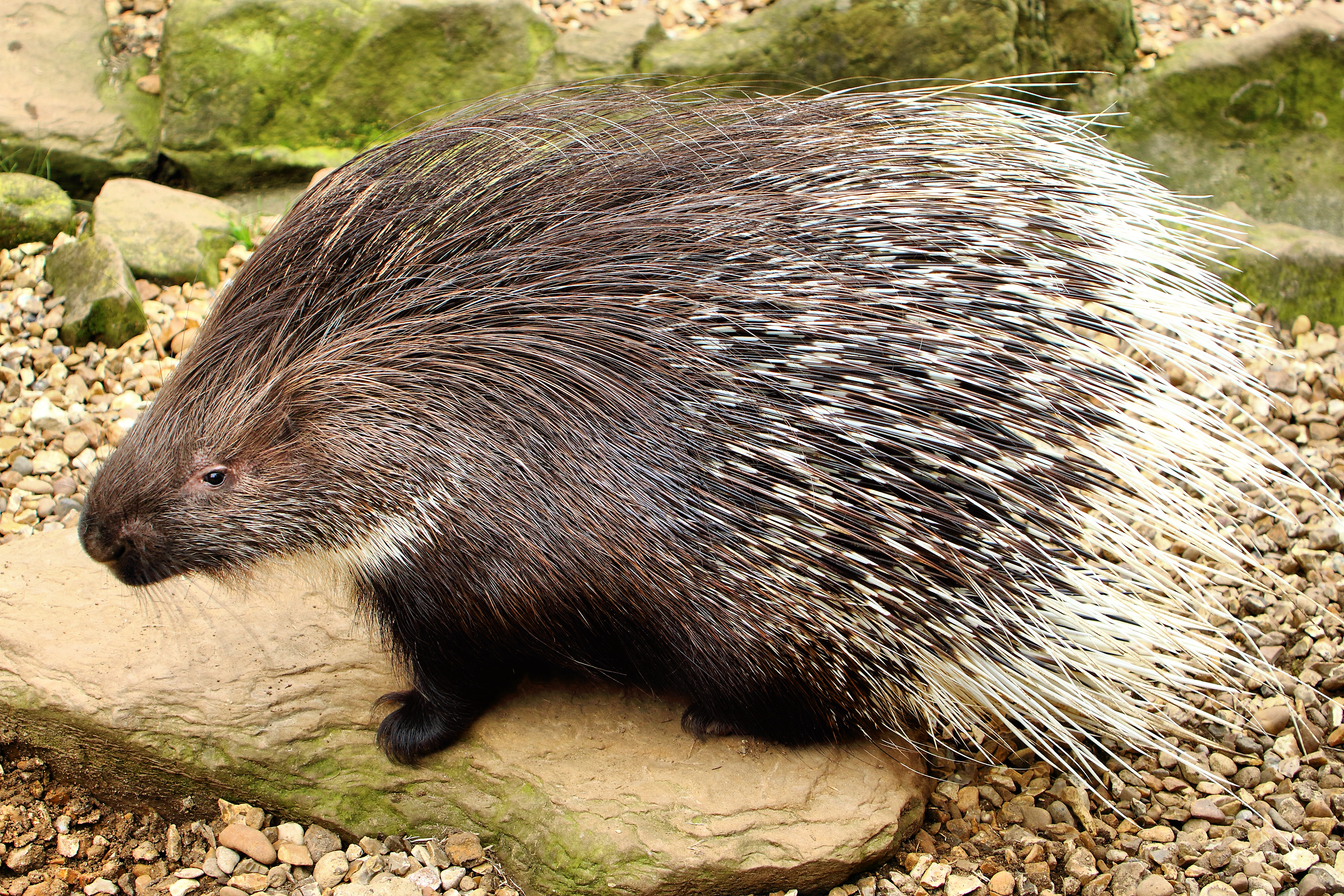
Porc-épic à crête (Hystrix cristata)
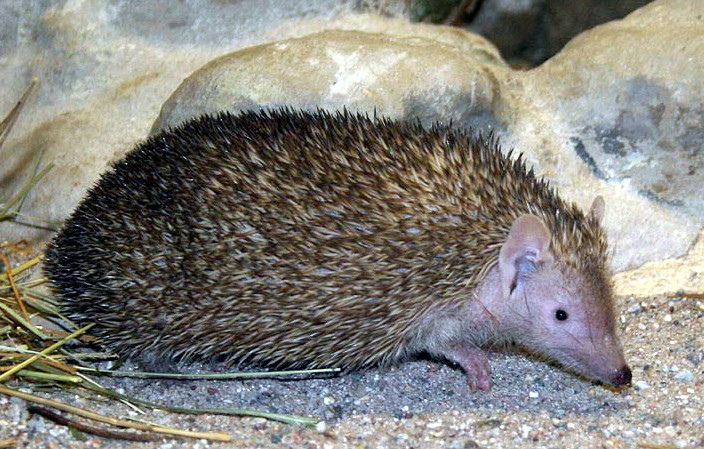
Petit tenrec-hérisson (Echinops telfairi)
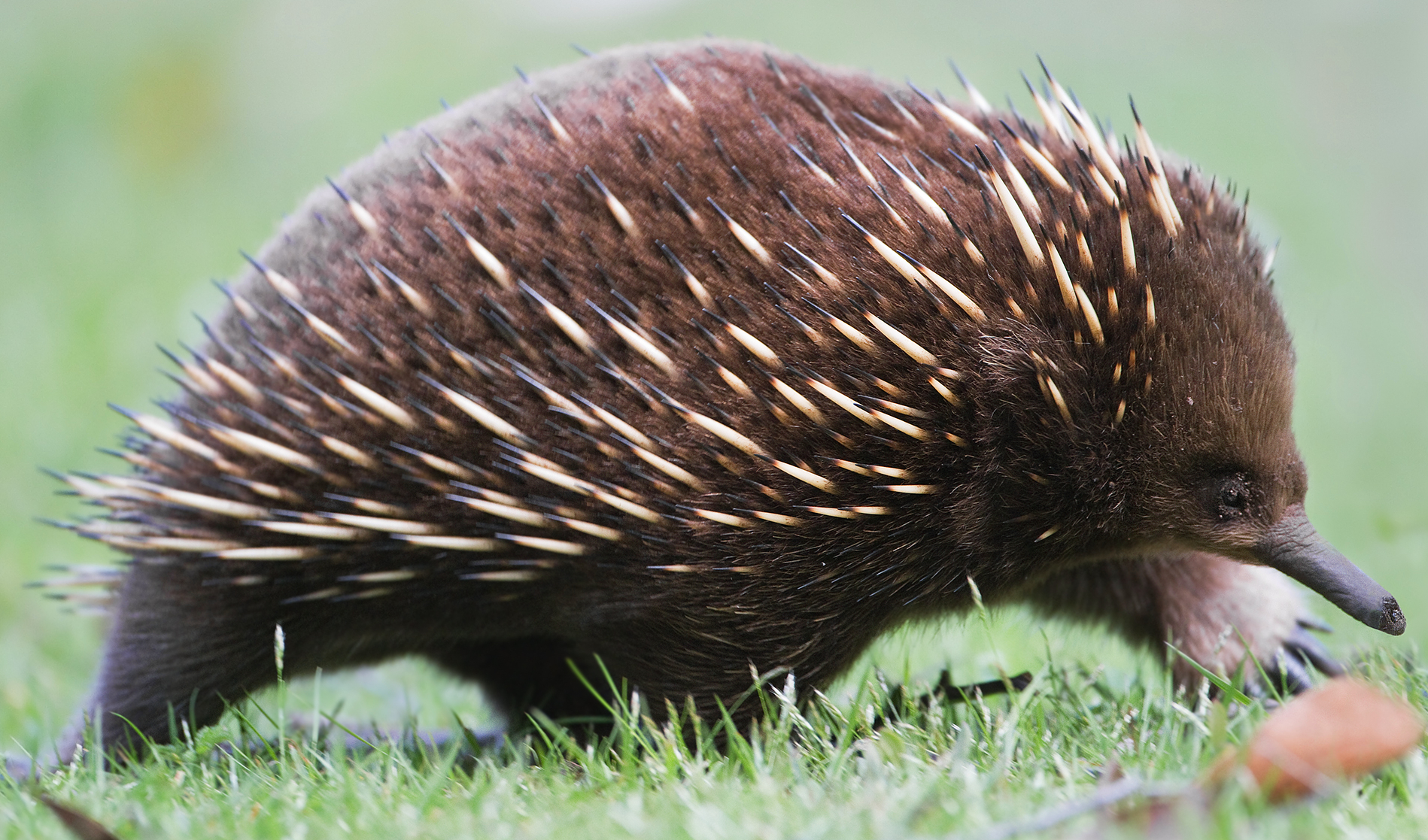
Échidné à nez court (Tachyglossus aculeatus)

## Noms français et noms scientifiques correspondants

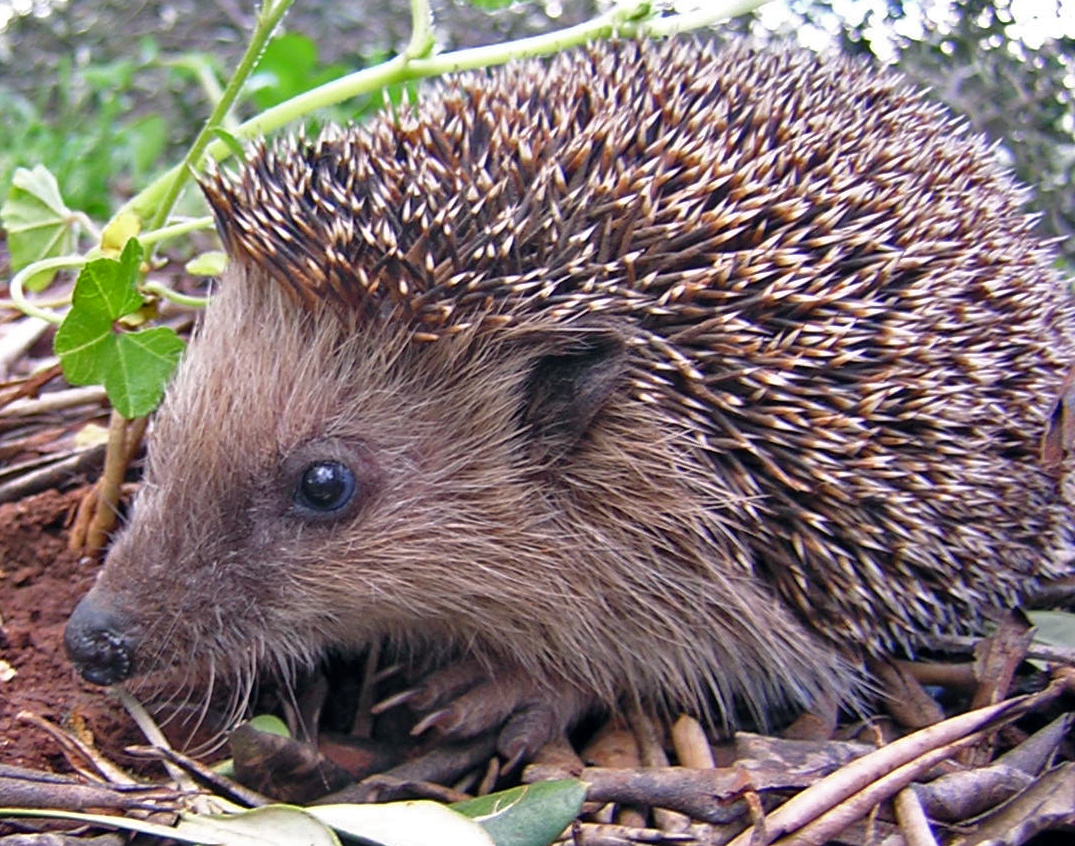
Hérisson commun (Erinaceus europaeus).

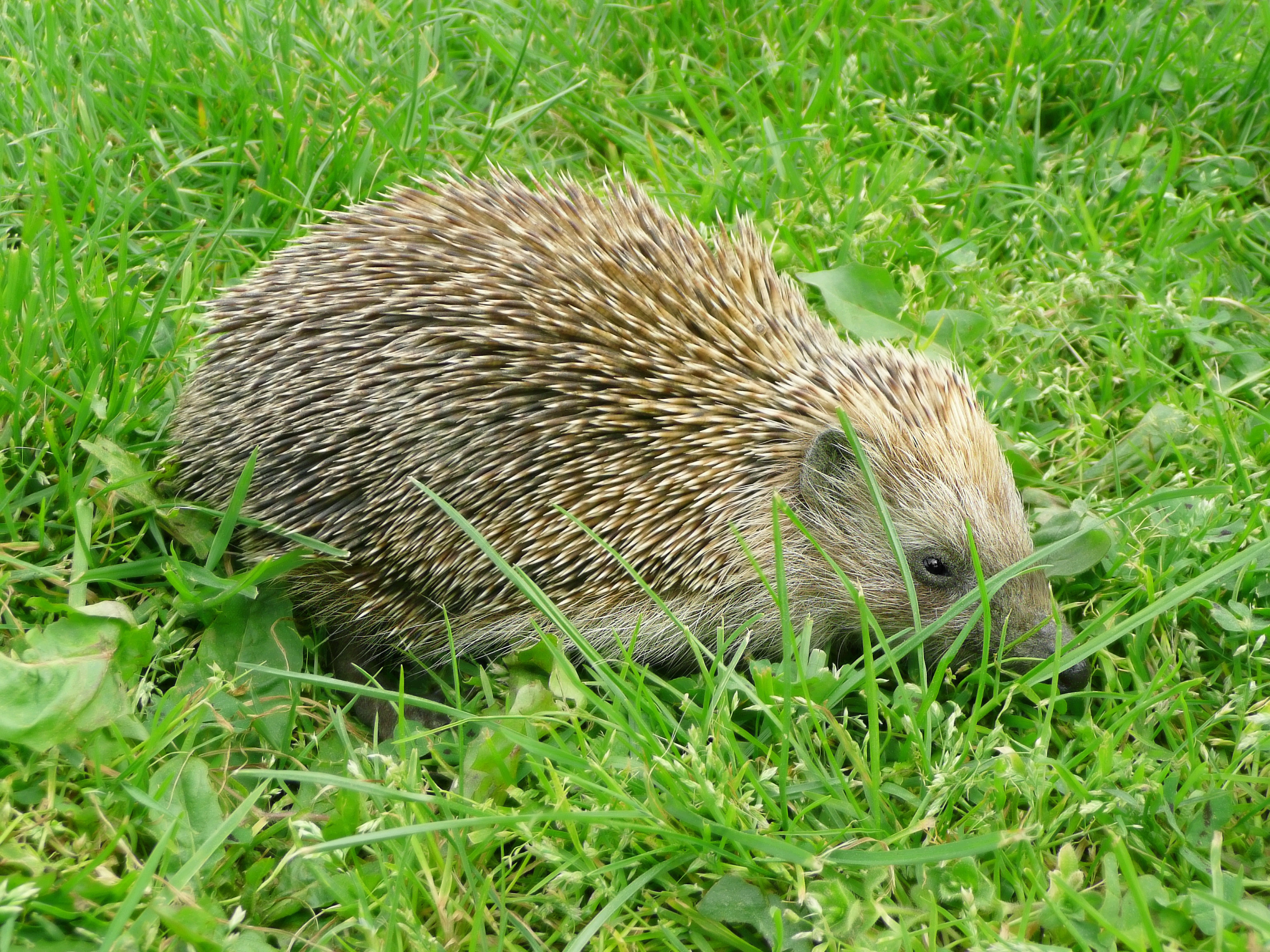
Hérisson oriental (Erinaceus concolor).

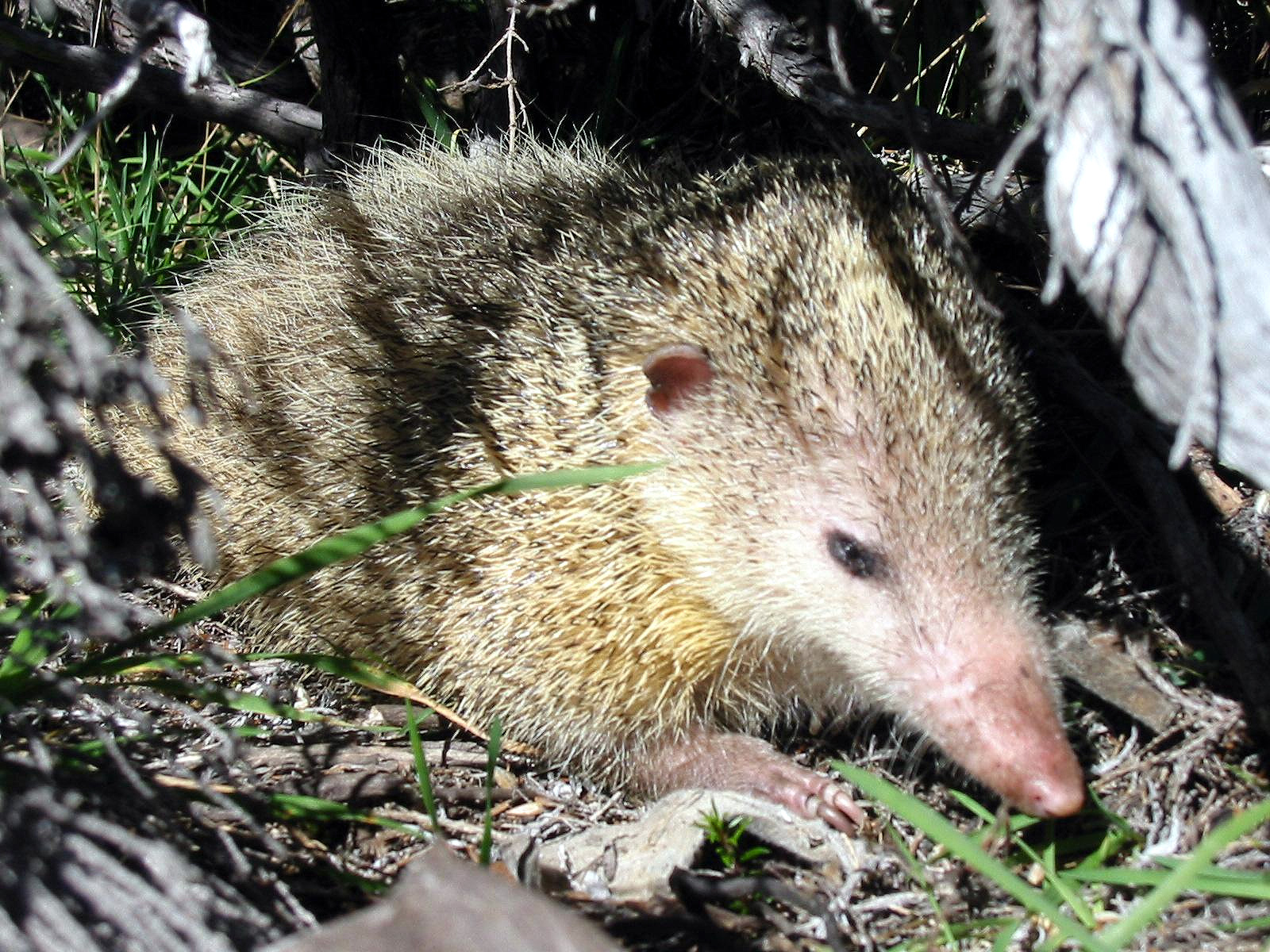
Hérisson de Madagascar (Tenrec ecaudatus) ou Tangue.

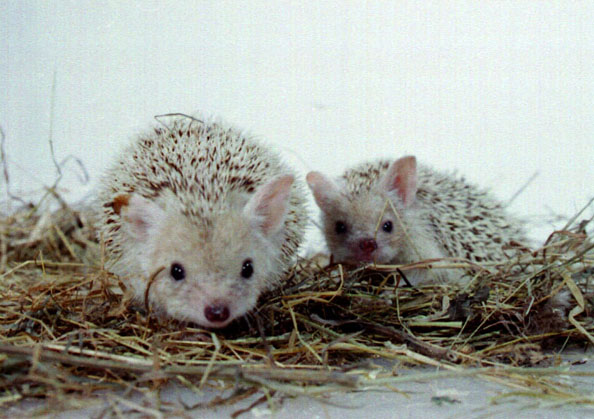
L'un des hérissons oreillards : Hemiechinus auritus.

Liste alphabétique des noms vernaculaires attestés en français.

Note : certaines espèces ont plusieurs noms et, les classifications évoluant encore, certains noms scientifiques ont peut-être un autre synonyme valide. En gras, l'espèce la plus connue des francophones.
- Grand hérisson tenrec - Setifer setosus
- Hérisson d’Afrique australe - voir Hérisson d'Afrique du Sud[4]
- Hérisson d'Afrique du Sud - Atelerix frontalis[5]
- Hérisson d'Algérie - Atelerix algirus[5]
- Hérisson de l'Amur - Erinaceus amurensis[6]
- Hérisson de Brandt - Paraechinus hypomelas[5]
- Hérisson du Cap - voir Hérisson d'Afrique du Sud[7]
- Hérisson commun - Erinaceus europaeus[6] — celui que l'on rencontre le plus souvent en Europe
- Hérisson daurien - Mesechinus dauuricus[6]
- Hérisson du désert - Paraechinus aethiopicus[5]
- Hérisson du désert d'Éthiopie - voir hérisson du désert[6]
- Hérisson d'Europe ou Hérisson européen - voir Hérisson commun[8],[6],[9]
- Hérisson d'Europe occidentale - voir Hérisson commun[6]
- Hérisson d'Europe orientale - voir Hérisson oriental[6]
- Hérisson de l'Europe de l'Est - voir Hérisson oriental[6]
- Hérisson d'Europe de l'Ouest - voir Hérisson commun[6]
- Hérisson à grandes oreilles - voir Hérisson à longues oreilles
- Hérisson indien - Paraechinus micropus[5]
- Hérissons à longues oreilles - espèces du genre Hemiechinus[5]
- Hérisson aux longues oreilles - voir hérisson du désert[6]
- Hérisson de Madagascar ou Hérisson malgache - Tenrec ecaudatus[9]
- Hérisson ordinaire - voir Hérisson commun[6]
- Hérisson oreillard  - Hemiechinus auritus et toutes les espèces du genre Hemiechinus[6]
- Hérisson oreillard d'Éthiopie - voir hérisson du désert[6]
- Hérisson oriental - Erinaceus concolor[6]
- Hérisson de Sclater - voir Hérisson de Somalie
- Hérisson de Somalie - Atelerix sclateri[5]
- Hérisson des steppes - Mesechinus dauuricus et Mesechinus hughi[5]
- Hérisson sud-africain - voir Hérisson d'Afrique du Sud
- Hérisson à ventre blanc - Atelerix albiventris[5]
- Petit hérisson-tenrec - Echinops telfairi

On appelle aussi « hérissons d'Asie » les gymnures (Galericinae sp.) qui toutefois sont dépourvus de piquants.

## Classification

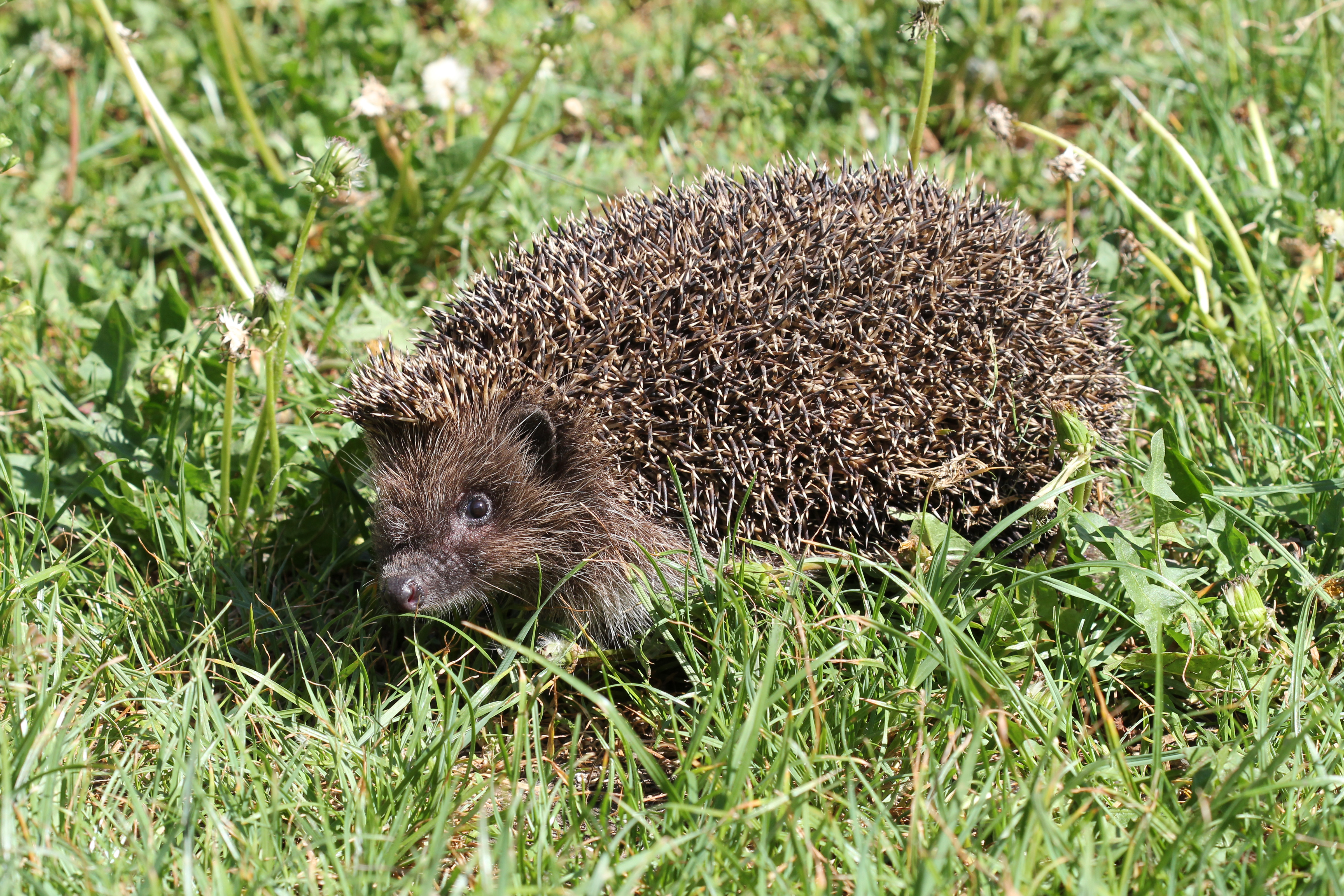
(Erinaceus roumanicus).

Les hérissons sont classés dans les taxons suivants :
- Famille des Erinaceidae :
  - Erinaceus regroupant douze espèces situées en Europe et Asie.
  - Hemiechinus regroupant deux espèces situées en Europe de l'Est ainsi qu'en Inde. Le hérisson indien étant appelé hérisson à longues oreilles.
  - Paraechinus regroupant trois espèces situées en Afrique du Nord et au Moyen-Orient, dont le Paraechinus aethiopicus.
  - Aetechinus que l'on trouve en Afrique, et un peu en Espagne et France.
  - Atelerix regroupant six espèces d'Afrique tropicale dont le hérisson sud-africain : Atelerix frontalis (A. Smith, 1831).
  - Mesechinus.
- et dans la Famille des Tenrecinae :
  - le Tenrec dans l’océan Indien, appelé hérisson de Madagascar[10] ;
  - le Grand hérisson ;
  - Echinops telfairi, le petit hérisson-tenrec ou tenrec-hérisson.

## Physiologie, comportement et écologie
Les caractéristiques générales des hérissons sont celles des petits mammifères insectivores, avec des nuances pour chaque espèce : voir les articles détaillés pour plus d'informations sur leur comportement ou leur physiologie respective.

### Caractéristiques communes

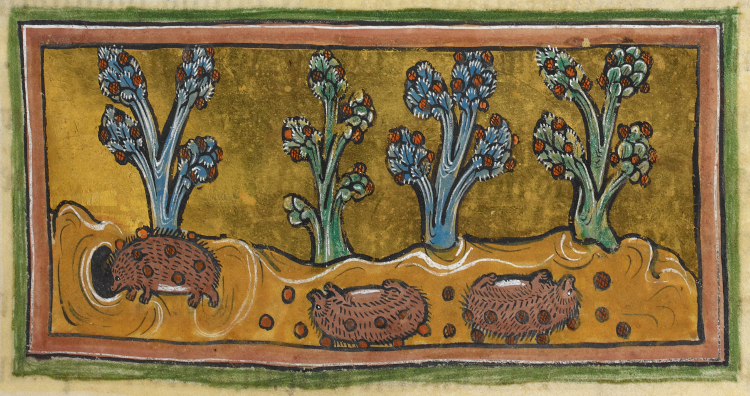
Hérissons se roulant pour embrocher des fruits, miniature du Bestiaire de Rochester.

Ils disposent généralement de poils agglomérés, durs, hérissés et piquants, mais il existe d'autres « hérissons » dont les représentants sont dépourvus d'épines comme les gymnures. Ce petit mammifère mesure entre 15 et 30 cm.
Les épines ont une fonction de protection. Les manuels antiques imaginaient qu'elles servaient à récolter de la nourriture, les hérissons étant censés grimper sur des pommiers ou des ceps de vignes, secouer leurs fruits pour les faire tomber et les embrocher pour alimenter avec ces prises leurs petits.
Il est possible d'accueillir les hérissons dans son jardin, ceux-ci pouvant les débarrasser des insectes nuisibles, limaces et escargots. Il faut cependant veiller à ne pas laisser trainer des sacs plastique, des filets de légumes ou encore des pots de yaourts pour ne pas les blesser. Il ne faut pas non plus utiliser de produits nocifs dans son jardin, ceux-ci empoisonnant les insectes dont les hérissons se nourrissent.

### Évolution
Le Hérisson d'Algérie (Erinaceus algirus) et Neotetracus sinensis sont des espèces assez proches l'une de l'autre, de même que le Grand hérisson (Setifer setosus) l'est de Microgale longicaudata. Pourtant ce sont le Hérisson d'Algérie et le Grand hérisson qui ont un aspect physique très proche l'un de l'autre, ayant développé chacun des piquants de façon indépendante. Les poils piquants et durs se sont probablement révélés, de façon parallèle, une arme efficace contre les prédateurs de ces deux espèces plus grosses, contrairement à leur homologue respectif dont l'aspect fait penser aux musaraignes. Il s'agit là d'un exemple classique de convergence évolutive.

### Alimentation
Grâce à l'ADN environnemental, l'étude des crottes de hérisson est un indicateur précieux de la biodiversité locale.

## Alimentation humaine
Le hérisson (le « niglo ») est un plat traditionnel des tsiganes, mais plus du domaine de la tradition, du folklore, que de l'alimentation courante,.

## Les hérissons dans la culture
Les hérissons sont très présents dans la culture, le folklore et les croyances populaires.
On retrouve ainsi de nombreux noms de communes, lieux dits, cours d'eau dérivés du nom du hérisson.
En héraldique, le hérisson est souvent présent comme emblème sur des blasons.
Un hérisson est le personnage principal du court métrage d'animation russe Le Hérisson dans le brouillard de Iouri Norstein.
Le hérisson a inspiré le personnage de Sonic de la franchise de jeux vidéos Sonic The Hedgehog, le premier jeu étant sorti en 1991 Sonic The Hedgehog sur l'emblématique et légendaire Mega Drive, (Sonic est sans aucuns doutes le Hérisson le plus populaire au Monde à l'heure actuelle)  Il est devenu en quelque sorte la mascotte de la firme nippone Sega, en réponse à Mario de Nintendo, dans la bataille des consoles de jeux video de salon des années 90.
Au fil des décennies Sonic The Hedgehog et ces suites on donnés naissances à énormément d'adaptations, ainsi que de nombreux produits dérivées que cela soit des goodies [archive], films et séries, les jeux, films et autres incluant un bon nombres de personages Anthropomorphiques qui sont pour certains d'entres eux d'autres Hérissons anthropomorphiques avec des caractéristiques humanoïdes, les hérissons notables dans l'univers (ou multivers) de Sonic the Hedgehog sont: Sonic, Miles "Tails" Prower (étant un Renard Anthropomorphique), Knuckles (qui n'est pas un Hérisson mais un Échidné), les autres Hérissons sont: Amy, Silver, Shadow, Scourge [archive], Sonia ou encore Mephiles, il y a aussi Mecha Sonic ou Mecha Sonic MKII oeuvre robotique du diabolique docteur Ivo Kintobor Robotnik "alias" Eggman.
La franchise Sonic The Hedgehog, surtout dans les Jeux et premiers Jeux, est très forte en messages, notamment la représentation d'Eggman qui est l'incarnation de l'Humain riche aux mauvaises intentions, il représente l'Humanité détruisant de plus en plus la Nature autour de lui pour prendre toujours de plus en plus de pouvoir et d'argent et ainsi construire et étendre son empire, (faisant référence au transhumanisme, cybernétisme, robotique, un peu à la manière de la franchise Megaman crée par Capcom), Eggman étant aussi un personnage très égocentrique ne se souciant que de ces propres intérêts personnel, il est l'ennemi juré de Sonic et par le fait, l'Antagoniste et méchant principal de toute la franchise ainsi que l'un des méchant les plus connus de l'industrie vidéoludique.

## Menaces
Au Royaume-Uni, les populations de hérissons ont chuté de 36,5 millions d’individus dans les années 1950 à 1,55 million en 1995. Le déclin s'est encore accentué depuis lors : selon plusieurs études britanniques, en moins de vingt ans, les populations ont encore diminué de 30 % dans les zones urbaines et jusqu’à 75 % dans les campagnes.
En 2024, le Hérisson européen devient une espèce protégée selon l’Union internationale pour la conservation de la nature (UICN).
En France, il n’existe aucune statistique mais la situation est vraisemblablement analogue, en particulier en raison de l'usage massif de pesticides qui intoxiquent les hérissons et du trafic automobile (écrasés par les roues des voitures).